# Товада (Аоморі)

40°36′46″ пн. ш. 141°12′21″ сх. д. / 40.61278° пн. ш. 141.20583° сх. д.
Това́да (яп. 十和田市, とわだし, МФА: [towada ɕi̥]) — місто в Японії, в префектурі Аоморі.

## Короткі відомості
Розташоване в південно-східній частині префектури. Простягається від східних берегів озера Товада до західної частини плато Самбоґі. Виникло на основі поселення Ніто-Бетто автономного уділу Намбу-хан. Засноване 1 лютого 1955 року шляхом об'єднання містечка Самбоґі з селами Офукауті й Фудзісака. Початково називалося містом Самбоґі́. 1956 року перейменоване на Товада, на честь однойменного озера. Основою економіки є скотарство, виробництво молочних продуктів і яловичини, туризм. Станом на 1 жовтня 2007 площа міста становила 688,60 км². Станом на 1 липня 2008 населення міста становило 66 331 осіб.